# Джержаново Осада
Джержано̀во Оса̀да (на полски: Dzierżanowo-Osada) е село в Мазовско войводство, централна Полша, част от община Мала Веш на Плоцки окръг. Населението му е около 142 души (2013).
Разположено е на 103 m надморска височина в Средноевропейската равнина, на 32 km източно от Плоцк и на 64 km северозападно от центъра на Варшава.